# Albinistraße 25

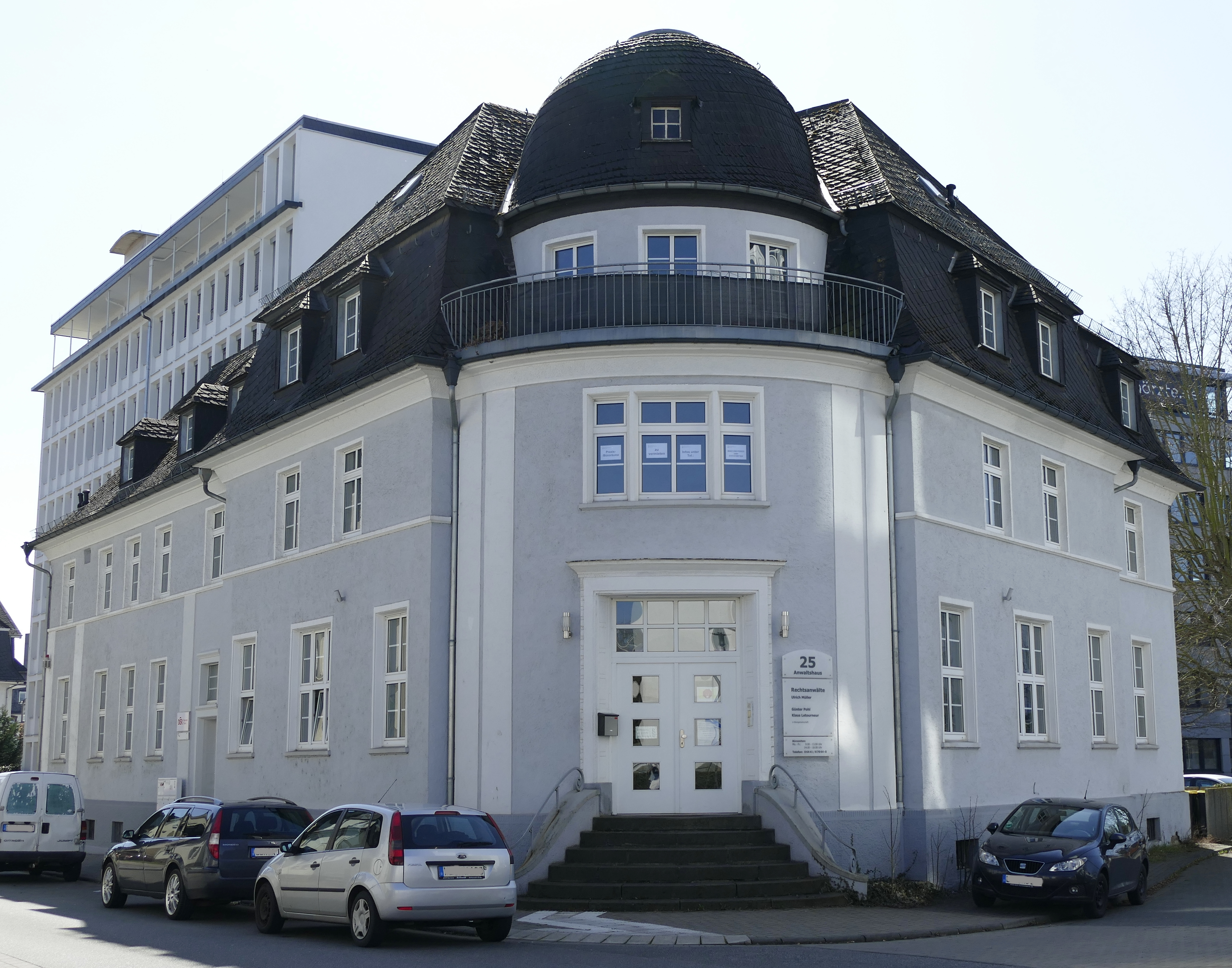
Gebäude Albinistraße 25 in Wetzlar

Das Gebäude Albinistraße 25 in Wetzlar, einer Stadt im Lahn-Dill-Kreis in Hessen, wurde 1925 im Auftrag der Kreisbauernschaft des Kreises Wetzlar als Büro und Lagerhaus mit Einliegerwohnung durch den Architekten Veit aus Wetzlar errichtet. Das heutige Geschäftshaus ist ein geschütztes Kulturdenkmal.
Das zweigeschossige, verputzte Bürogebäude besitzt ein Mansarddach mit abgerundetem, leicht eingezogenem Eckeingang über einer geschwungenen Freitreppe. Die Ecke wird von einer Welschen Haube bekrönt. Der Eingangsbereich ist durch flache Lisenen abgesetzt, die Tür ist mit einem profilierten Rahmen und einem flachen Gesims versehen. 
Die Geschosse sind unterschiedlich hoch und mit unterschiedlichen Fenstern ausgestattet. Die Obergeschossfenster sind horizontal durch ein einfaches Brüstungsgesims verbunden. In den Jahren 1934 und 1953 erfolgten im Inneren größere Umbauten.